# Ruta Estatal de Nevada 160
La Ruta Estatal de Nevada 160, y abreviada SR 160 (en inglés: Nevada State Route 160) es una carretera estatal estadounidense ubicada en el estado de Nevada. La carretera inicia en el Sureste desde Las Vegas Boulevard, al sur de Las Vegas, hacia el Noroeste en la US 95     en Pahrump. La carretera tiene una longitud de 129,4 km (80,393 mi).

## Mantenimiento
Al igual que las autopistas interestatales, y las rutas federales y el resto de carreteras estatales, la Ruta Estatal de Nevada 160 es administrada y mantenida por el Departamento de Transporte de Nevada por sus siglas en inglés Nevada DOT.

## Cruces
La Ruta Estatal de Nevada 160 es atravesada principalmente por la  I 15  SR 159  SR 372 .